# Stade Olympique de la Pontaise
Het Stade Olympique de la Pontaise is een stadion in de Zwitserse stad Lausanne. Het stadion is gebouwd in 1904, en kan 15900 mensen herbergen. Tijdens het Wereldkampioenschap voetbal 1954 in Zwitserland werden er vijf duels in dit stadion gespeeld. Het stadion werd tot november 2020 bespeeld door FC Lausanne-Sport.

## Interlands
Alleen de interlands op het wereldkampioenschap voetbal 1954 zijn in onderstaand overzicht opgenomen.
| №  | Datum        | Wedstrijd                | Uitslag | Competitie             | Toeschouwers |
| -- | ------------ | ------------------------ | ------- | ---------------------- | ------------ |
| 1. | 16 juni 1954 | Joegoslavië – Frankrijk  | 1 – 0   | WK 1954 – Groep A      | 27.000       |
| 2. | 17 juni 1954 | Zwitserland – Italië     | 2 – 1   | WK 1954 – Groep B      | 43.000       |
| 3. | 19 juni 1954 | Brazilië – Joegoslavië   | 1 – 1   | WK 1954 – Groep C      | 40.000       |
| 4. | 26 juni 1954 | Oostenrijk – Zwitserland | 7 – 5   | WK 1954 – Kwartfinale  | 35.000       |
| 5. | 30 juni 1954 | Hongarije – Uruguay      | 4 – 2   | WK 1954 – Halve finale | 37.000       |

## Trivia
- Tijdens het Europees kampioenschap voetbal 2008 werkte het Nederlands voetbalelftal hier zijn trainingen af.

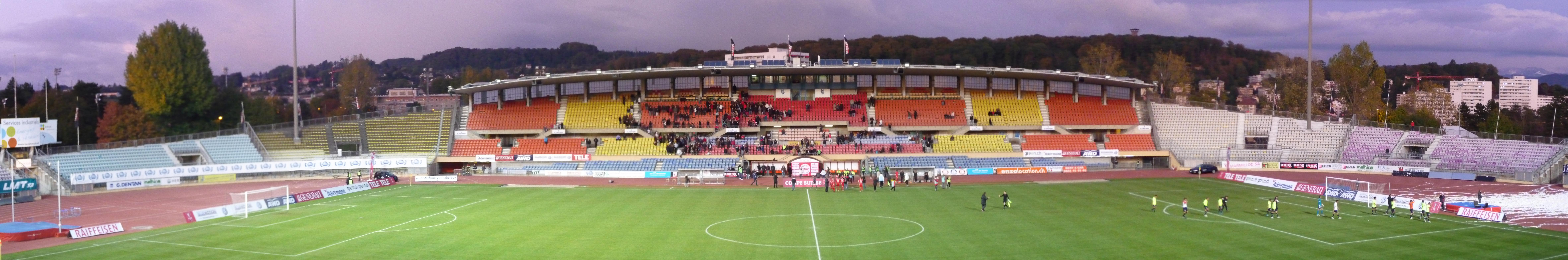
Tribune North

St. Jakob-Park (Bazel) · Wankdorf (Bern) · Stade des Charmilles (Genève) · Stade Olympique de la Pontaise (Lausanne) · Stadio di Cornaredo (Lugano) · Hardturm (Zürich)